# Jean Zaru
Jean Zaru, född 1940 i Ramallah i Brittiska Palestinamandatet, är kväkare, icke-våld-aktivist och grundare av Sabeel, ett kristet ekumeniskt teologiskt centrum i Jerusalem.

## Biografi

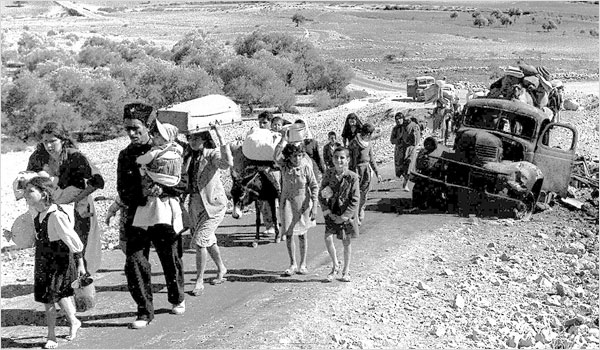
Palestinsk exodus, 1948

Jean Zaru föddes 1940, fyra år före den palestinska diasporan. Hennes föräldrar var kväkare, bosatta i Ramallah. När hon var åtta år blev hon vittne till Nakba då 100 000-tals palestinier fördrevs från sina hem, då staten Israel bildades. Hennes far hyrde en lastbil och distribuerade bröd och vatten till flyktingar och under de närmaste veckorna fick 50 människor bo i deras hem. Zaru fick börja i Vännernas skola i Ramallah. När hon tagit sin examen gifte hon sig med Fuad Zaru, kemiläraren vid skolan, och bodde på skolans område till hans död 1987.

## Verk
Zaru är engagerad i följande organisationer:
- Kyrkornas världsråd
- International Council of the World Conference for Religion and Peace.[3]
- KFUK Jordanien
- KFUK Palestina.

Från 2002 har Zaru drivit en internationell kampanj för att renovera Ramallahs historiska möteshus och fått support från amerikanska kväkare.

## Priser och utmärkelser
- 2010 – Anna Lindh-priset[5]